# 蒙德勒皮
蒙德勒皮（法語：Mondrepuis，法語發音：[mɔ̃dʁəpɥi]）是法国皮卡第大区埃纳省的一个市镇，属于韦尔万区。

## 地理
蒙德勒皮（49°57'48"N, 4°3'19"E）面积20.33 平方千米，位于法国上法蘭西大區埃纳省，该省份为法国北部内陆省份，北起北部省，西接索姆省和瓦兹省，东临阿登省和马恩省，西南至塞纳-马恩省，东北部与比利时接壤。
与蒙德勒皮接壤的市镇（或旧市镇、城区）包括：克莱尔方丹、伊尔松、讷沃迈松、奥伊、维米、阿诺尔、富尔米。

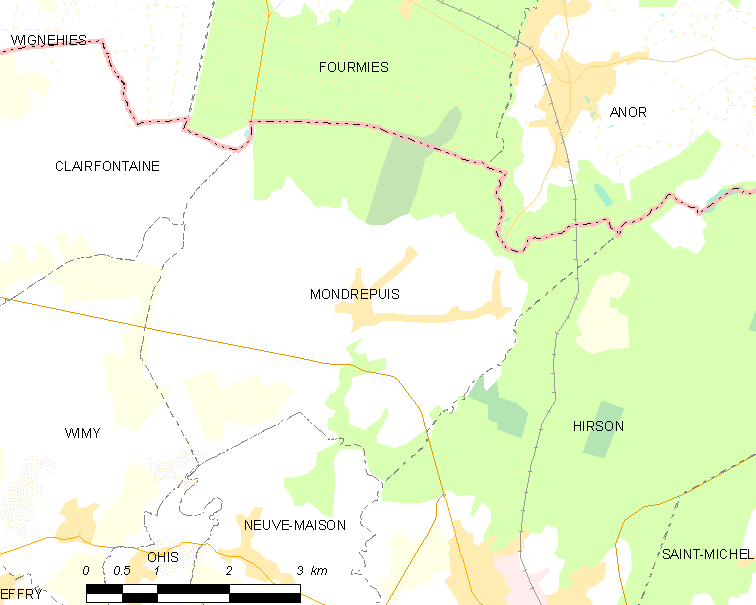
蒙德勒皮的OSM定位图

蒙德勒皮的时区为UTC+01:00、UTC+02:00（夏令时）。

## 行政
蒙德勒皮的邮政编码为02500，INSEE市镇编码为02495。

## 政治
蒙德勒皮所属的省级选区为伊尔松县。

## 人口

1962-2008年间蒙德勒皮人口变化图示

蒙德勒皮于2022年1月1日时的人口数量为1033人。